# Вулканическое стекло

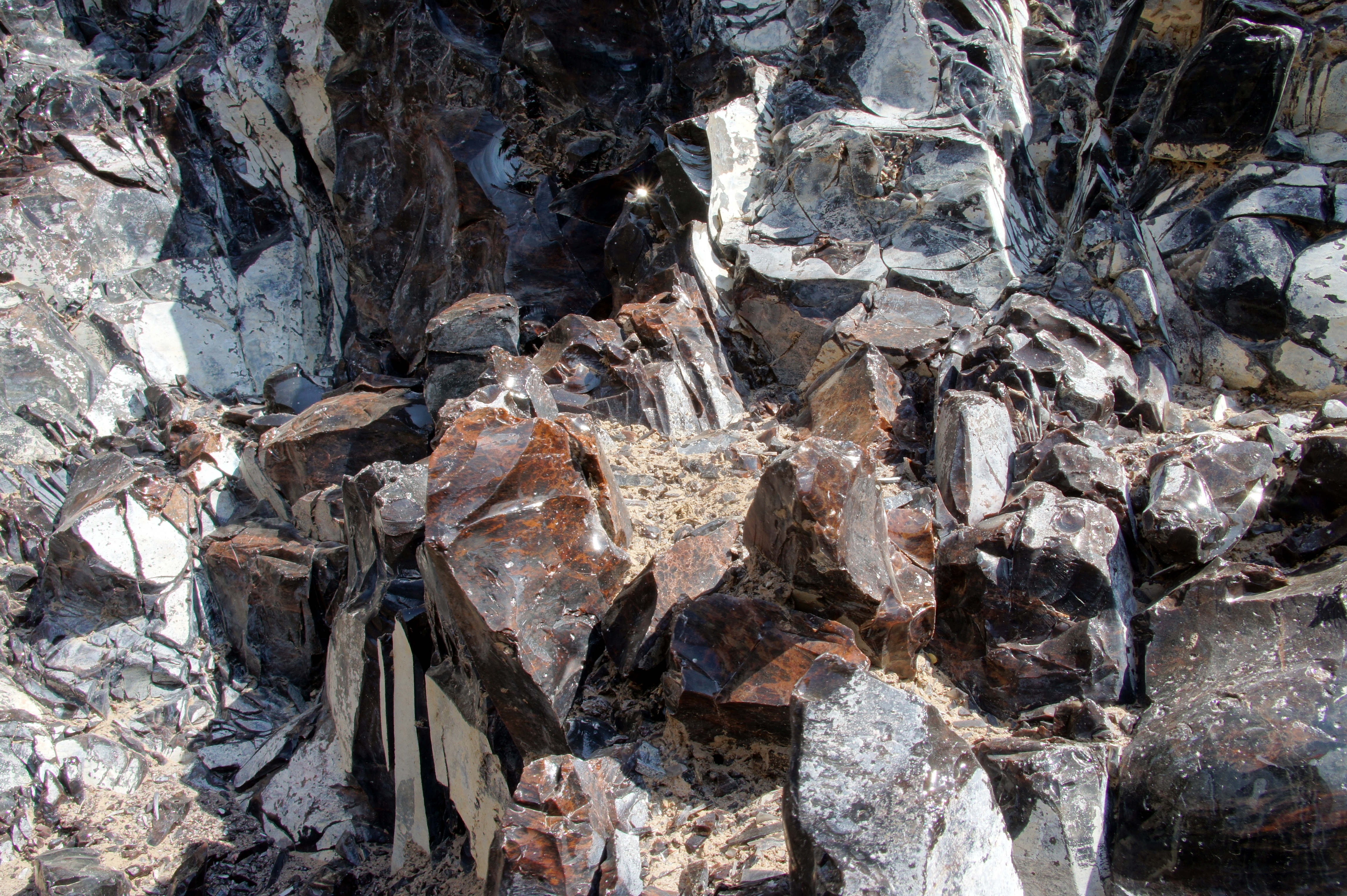
Вулканическое стекло (обсидиан), Армения

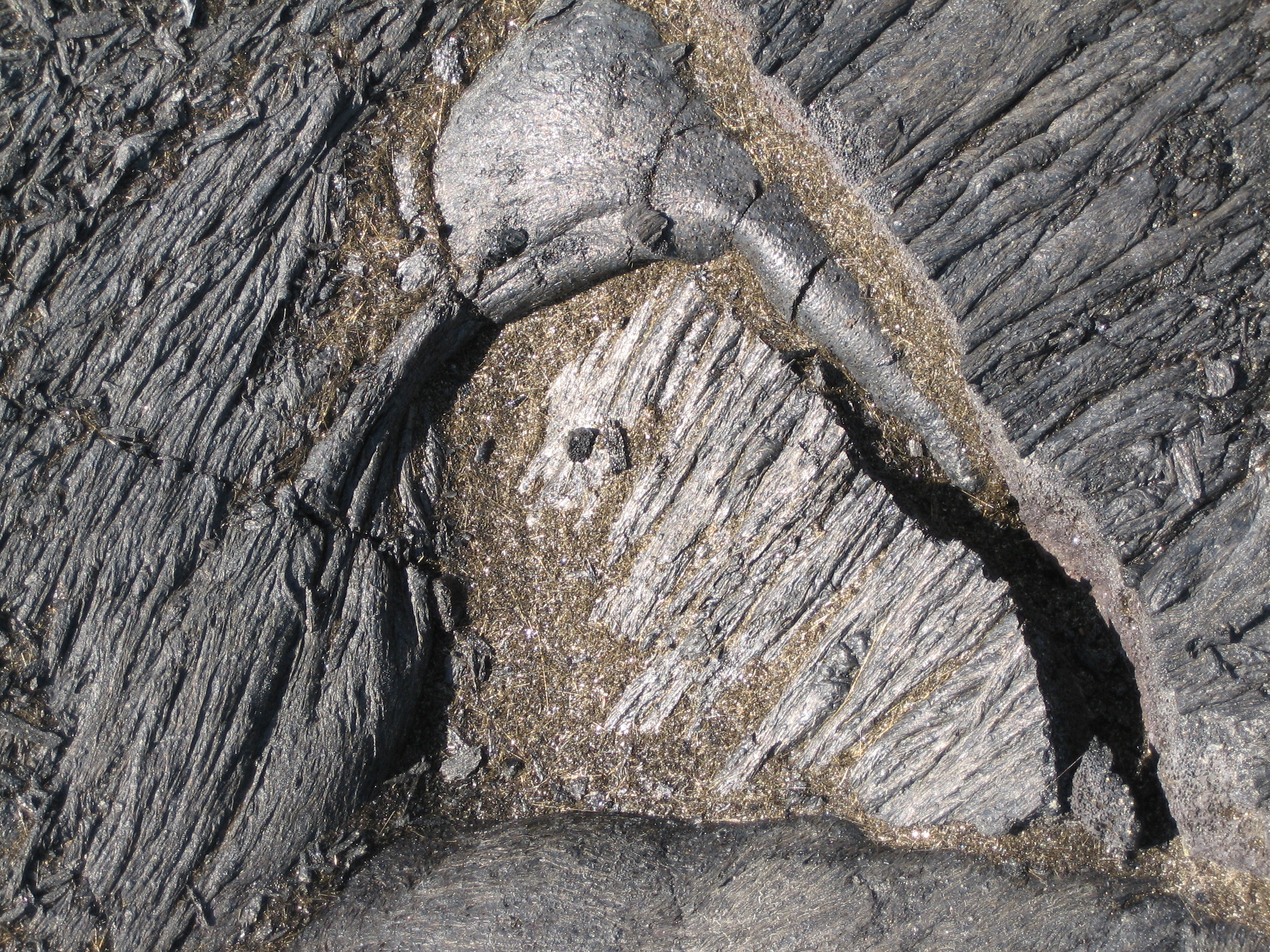
Вулканическое стекло
(волосы Пеле), Гавайи

Вулкани́ческое стекло́ — нераскристаллизовавшийся продукт быстро остывшей лавы, образующийся при закалке (очень быстром остывании) магматического расплава, достигшего земной поверхности.

## Состав
Может целиком слагать излившиеся липаритовые кислые, реже базальтовые эффузивные горные породы. Почти целиком слагает обсидиан, смоляной камень (пехштейн), перлит, пемзу, тахилит, сордавалитит. Показатель преломления 1,5.
Химизм пород может быть различным, но физическое состояние главным образом аморфное, как у обычных искусственных стёкол, кристаллы могут присутствовать лишь в виде единичных включений.